# TerraSAR-X
 (mai 2018).
Si vous disposez d'ouvrages ou d'articles de référence ou si vous connaissez des sites web de qualité traitant du thème abordé ici, merci de compléter l'article en donnant les références utiles à sa vérifiabilité et en les liant à la section « Notes et références ».
TerraSAR-X est un satellite radar d'observation de la Terre construit dans le cadre d'un partenariat public-privé entre le Centre aérospatial allemand (DLR) et EADS Astrium. TerraSAR-X est lancé le 15 juin 2007 et il est opérationnel depuis janvier 2008. Avec son satellite jumeau TanDEM-X, lancé le 21 juin 2010, TerraSAR-X acquiert la base de données WorldDEM, le modèle numérique d’élévation global. Les droits d'exploitation commerciale exclusifs sont détenus par Infoterra GmbH, une filiale à 100% d'EADS Astrium. 

## Satellite et mission
Conçu pour mener à bien sa tâche pendant cinq ans, TerraSAR-X est sur une orbite polaire, crépusculaire et héliosynchrone à 514 km d'altitude. Il se déplace le long de la limite jour-nuit de la Terre et présente toujours la même face au soleil pour un approvisionnement énergétique constant. Il fournit de manière fiable des images radar avec une résolution allant jusqu'à 1 m, indépendamment des conditions météorologiques et d'éclairage. Son temps d'accès à un site est de 2,5 jours maximum (2 jours à 95 % de probabilité) partout sur la Terre. La longueur d'onde de l’antenne bande X est de 31 mm et sa fréquence de 9,65 GHz.

## Images
TerraSAR- X acquiert des données radar dans plusieurs modes :
- Staring SpotLight : jusqu'à 0,5 m de résolution, scène de 8 km de large sur 4 km de long.
- Spotlight : jusqu'à 1 m de résolution, scène de 10 km de large sur 5 km de long.
- StripMap : jusqu'à 3 m résolution, scène de 30 km de large sur 50 km de long.
- ScanSAR : jusqu'à 18 m de résolution, scène de 100 km de large sur 150 km de long.
- Large ScanSAR : 40 m de résolution, scène de 270 km de large sur 200 km de long.
- StripMap & ScanSAR : longueur d'acquisition extensible à jusqu'à 1 650 km.
- WideScanSAR : longueur d'acquisition extensible à jusqu'à 800 km.

La conception de l'antenne SAR de TerraSAR- X permet une variété de combinaisons : polarisation simple, double ou la totalité des données polarimétriques. En fonction de l'utilisation, quatre niveaux de produits sont disponibles :
- Single Look Slant Range Complex (SSC).
- Multi Look Ground Range Detected (MGD).
- Geocoded Ellipsoid Corrected (GEC).
- Enhanced Ellipsoid Corrected (EEC).

## Les avantages de la technologie radar
Les capteurs radar fonctionnent indépendamment de la couverture nuageuse et des conditions d'éclairage. Les acquisitions peuvent être effectuées à n'importe quel moment de la journée ou de la nuit. Différentes analyses peuvent intervenir  comme le SAR, la polarisation ou l'interférométrie.

## TanDEM-X, WorldDEM et PAZ
Satellite jumeau de TerraSAR-X, TanDeM-X est placé le 21 juin 2010 sur la même orbite en formation serrée, à une distance de quelques centaines de mètres. Cette constellation de satellites unique permet la génération de WorldDEM, le modèle numérique d'élévation (MNE) global et homogène. Disponible depuis 2014, WorldDEM affiche une précision verticale de 2 m en relatif et de 10 m en absolu, sur une maille de 12 m sur 12.
Le satellite PAZ espagnol, opéré par Hisdesat, est placé sur la même orbite que TerraSAR-X. Prévu pour 2014, il est finalement lancé en 2018 à la suite des conséquences de la crise entre l'Ukraine et la Russie. Ensemble, les satellites forment une constellation avec une couverture et une capacité optimisée significative.